# Prorocopis mitotypa
Prorocopis mitotypa là một loài bướm đêm trong họ Noctuidae.